# Todd Robinson
Todd Robinson (født d. 16. juni 1978 i Trail, British Columbia, Canada) er en canadisk ishockeyspiller der i sæsonen 2007-08 spiller for SønderjyskE Ishockey i Superisligaen. Hans foretrukne position på isen er center. 
Han spillede fem sæsoner i junior-ligaen WHL for Portland Winter Hawks. Her var han holdets topscorer i tre ud af sine fem sæsoner. I sæsonen 1996-97 var han desuden topscorer i hele WHL.
På trods af sin succes i canadisk junior-hockey blev Robinson ikke draftet til NHL og har heller ikke spillet nogen kampe i NHL. Han har spillet en sæson på det turnerende canadiske landshold og har derudover primært spillet i AHL, samt diverse lavere rangerende nordamerikanske ligaer.
Han kom til Sønderjyske op til sæsonen 2007-08. På trods af at det var Robinsons første sæson i europæisk ishockey fik han omgående succes. Han opnåede således 21 mål og 43 assists for i alt 64 points i 45 kampe. Dermed blev han nr. 2 på grundspillets topscorerliste efter holdkammeraten Eric Bertrand.

## Eksterne links
Statistik fra www.eurohockey.net

Statistik fra www.hockeydb.com

]